# Kevin Morby
Kevin Robert Morby (Lubbock, 2 april 1988) is een Amerikaans muzikant, zanger en songwriter.
Morby's muziek wordt gerekend tot de indierock en folkrock. Hij bracht zes studioalbums uit: Harlem River (2013), Still Life (2014), Singing Saw (2016), City Music (2017), Oh My God (2019), Sundowner (2020) en This Is A Photograph (2021). Morby is woonachtig in Los Angeles.